# Буэнос-Айресская и Аргентинско-Парагвайская епархия
Буэ́нос-Айресская и Аргентинско-Парагва́йская епа́рхия (исп. Diócesis de Buenos Aires, Argentina y Paraguay) — бывшая епархия Русской православной церкви заграницей, существовавшая с 1948 до 1998 г. Впоследствии была объединена вместе с несколькими другими епархиями в единую Южно-Американскую епархию. Архиерейская кафедра располагалась в Буэнос-Айресе.

## История
Православные общины начали образовываться верующими Русской Православной Церкви в Аргентине уже в начале XX века. Когда Русская Православная Церковь Заграницей стала впервые предпринимать попытки организовать русские приходы в Южной Америке в епархию, Аргентинские приходы стояли особняком — первый русский Южно-Американских архиерей, епископ Сан-Паульский Феодосий управлял приходами всего материка за исключением Аргентины.
В 1921 году клирик Русской православной церкви и настоятель Свято-Троицкого прихода в Буэнос-Айресе протоиерей Константин Изразцов перешёл в ведение Высшего церковного управления за границей во главе с митрополитом Антонием (Храповицким). 23 июля 1926 года решением Архиерейского Синода протопресвитер Константин Изразцов был назначен управляющим русскими приходами в Южной Америке.
В 1926 году протопресвитер Константин Изразцов учредил «Русское православное общество в Аргентине», 23 сентября того же года властями аргентины был утверждён устав общества, которое получило статус юридического лица и добровольно вошло в подчинение Архиерейскому Синоду РПЦЗ. В декабре 1926 года в дополнение к декрету президента Аргентинской Республики о юридическом представительстве Церкви Константину Изразцову было выдано удостоверение, согласно которому он являлся легальным представителем и начальником русской православной Церкви в Буэнос-Айресе по решению Генерального прокурора нации на основе непрерывной 35-летней службы в Аргентине.
В 1934 году Архиерейский собор учредил Сан-Паульскую и Бразильскую епархию, в ведение которой также вошли все приходы РПЦЗ в Южной Америке за исключением Аргентины: аргентинскими приходами управлял протопресвитер Константин Изразцов.
Епархия для окормления собственно Аргентины была учреждена вскоре после Второй мировой войны, когда количество русских беженцев прибывших в Южную Америку резко возросло. Кафедральным городом стал Буэнос-Айрес. После выхода протопресвитера Константина Изразцова из юрисдикции РПЦЗ в 1947 году, Духовная миссия РПЦЗ в Аргентине была преобразована Архиерейским Синодом РПЦЗ в Аргентинскую епархию, на кафедру в 1948 года был назначен епископ Пантелеимон (Рудык).
В июне 1949 года в Буэнос-Айресе состоялось Учредительное Собрание «Российской Колонии в Аргентине», на котором присутствовало свыше 400 человек, в том числе представители большинства Российских общественных организаций в Аргентине. Это Собрание «отвергло с негодованием оскорбительные заявления протопресвитера Константина Изразцова» против Митрополита Анастасия (Грибановского), «вождя Русской Эмиграции», в связи с отчуждением храмового имущества Свято-Троицкого храма. Однако требования епископа Пантелеимона вернуть имущество Свято-Троицкого храма кончились высылкой его из страны в апреле 1951 года
В 1953 году Аргентинская епархия РПЦЗ учредила «Конгрегацию Русской Православной Церкви в Аргентине» («Congregacion Ortodoxa Rusa de la Argentina») для владения и управления церковным имуществом РПЦЗ в Аргентине. Членами Конгрегации стали представители приходов РПЦЗ в Аргентине. Конгрегация получила от аргентинского правительства статус юридического лица (Personeria Juridica), под номером 15938, от 27 августа 1953 года. В Уставе Конгрегации, который был частично реформирован в 1957 году, указано, что её председателем всегда должен быть священнослужитель, возглавляющий РПЦЗ в Аргентине, назначенный Архиерейским Синодом РПЦЗ в Нью-Йорке.
21 октября 1953 года решением Архиерейского собора РПЦЗ Парагвайская епархия была присоединена к Аргентинской. В дальнейшем в ведении Буэнос-Айресской кафедры входили приходы Зарубежной Церкви в Аргентине и Парагвае, иногда и иных стран. В разное время существовали также викарные кафедры.
Процесс ассимиляции русских эмигрантов здесь шёл быстрее, чем в США или Австралии, дети смешанных браков часто теряли русскую идентичность, а вместе с ней и православие. В связи с этим, а также из-за того, что миссионерская деятельность тут почти не велась, паства РПЦЗ стала быстро таять по всему континенту. Ситуацию осложняло и то, что во всей Латинской Америке не было ни одной духовной семинарии, а посылаемые в Свято-Троицкую духовную семинарию в Джорданвилле студенты редко возвращались домой, предпочитая оставаться служить в США.
С 3 по 10 август 1991 года в Буэнос-Айресе, состоялся VII съезд русско православной молодёжи. Богослужения в дни съезда проходили во всех храмах Буэнос-Айреса и его ближайших пригородов.
2 октября 1994 года престарелый епископ Иоанн (Лёгкий) был переведён служить в США, после чего епархия осталась без правящего архиерея. Поставленный в 1998 году епископ Александр (Милеант) уже имёл титул Буэнос-Айресского и Южно-Американского и управлял всеми приходами в Южной Америке. При этом его кафедра продолжала оставаться в Буэнос-Айресе.

## Епископы
- 1948—1950 — Пантелеимон (Рудык)
- 8 декабря 1950 — 26 ноября 1955 — Иоасаф (Скородумов)  до 23 июля 1951 — в/у
- декабрь 1955 — 5 сентября 1969 — Афанасий (Мартос)
- 5 сентября 1969 — 2 июля 1971 — Леонтий (Филиппович)
- сентябрь 1971 — 3 ноября 1983 — Афанасий (Мартос)
- 13 августа 1985 — 23 декабря 1987 — Иннокентий (Петров) , в/у с 1983
- 28 августа 1990 — 2 октября 1994 — Иоанн (Лёгкий)